# Sarraquinhos
Sarraquinhos é uma povoação portuguesa sede da Freguesia de Sarraquinhos do Município de Montalegre, freguesia com 32,94 km² de área e 300 habitantes (censo de 2021), tendo, por isso, uma densidade populacional de 9,1 hab./km².

## Demografia
A população registada nos censos foi:
| Distribuição da População por Grupos Etários | Distribuição da População por Grupos Etários | Distribuição da População por Grupos Etários | Distribuição da População por Grupos Etários | Distribuição da População por Grupos Etários |
| -------------------------------------------- | -------------------------------------------- | -------------------------------------------- | -------------------------------------------- | -------------------------------------------- |
| Ano                                          | 0-14 Anos                                    | 15-24 Anos                                   | 25-64 Anos                                   | > 65 Anos                                    |
| 2001                                         | 51                                           | 47                                           | 165                                          | 115                                          |
| 2011                                         | 27                                           | 27                                           | 145                                          | 95                                           |
| 2021                                         | 18                                           | 20                                           | 128                                          | 134                                          |

## Localidades
A Freguesia é composta por cinco aldeias:
- Antigo
- Cepeda
- Pedrário
- Sarraquinhos
- Zebral

## Património
- Castro do Pedrário